# Cory Lidle
Cory Fulton Lidle (Hollywood, 22 maart 1972 - New York, 11 oktober 2006) was een Amerikaanse honkballer.
Sinds 1997 beoefende hij beroepsmatig de honkbalsport. In deze sport fungeerde hij als werper. Lidle speelde in de Major League Baseball, het hoogste niveau van professioneel honkbal in de Verenigde Staten. In totaal heeft hij bij zeven clubs gespeeld; zijn laatste club was de New York Yankees.
Lidle was niet geheel onomstreden en oefende openlijk kritiek op zijn teamgenoten uit. Dezen verweten hem dat hij te veel in zijn vliegtuig, een 4 persoons Cirrus SR22 rondvloog in plaats van regelmatig te trainen.

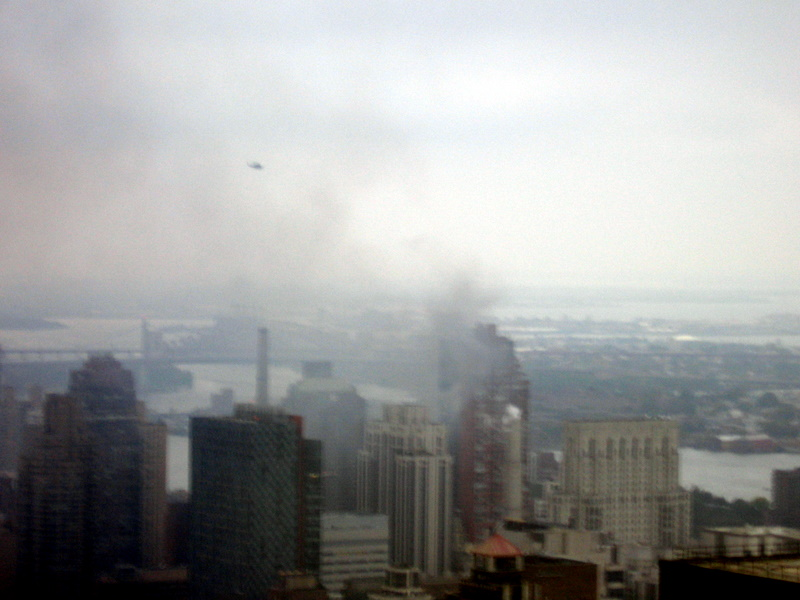
Lidles laatste vlucht

Op woensdagmiddag 11 oktober 2006 vloog Lidle met zijn vlieginstructeur boven New York toen zij te maken kregen met brandstofproblemen en het vliegtuigje een wolkenkrabber binnenvloog. Beide kwamen daardoor om het leven. In de wolkenkrabber ontstond brand maar er vielen geen dodelijke slachtoffers. In eerste instantie werd gedacht aan een terroristische aanslag zoals die had plaatsgevonden op 11 september 2001 en liet de Amerikaanse overheid uit veiligheidsoverwegingen gevechtsvliegtuigen boven diverse steden vliegen. Cory Lidle werd 34 jaar oud.